# Emil Marat
Emil Marat (ur. 1971 w Żyrardowie) – polski pisarz i dziennikarz, autor powieści i książek non-fiction.

## Życiorys
Absolwent Wydziału Filozofii i Socjologii Uniwersytetu Warszawskiego, trzy lata studiował na UW również dziennikarstwo. Pracę w mediach zaczynał w 1993 w warszawskim Radiu Kolor. W latach 1996−2000 był reporterem politycznym Radia Zet. Był współtwórcą i od 2002 do 2012 dyrektorem programowym a od 2006 do 2012 wiceprezesem Radia PiN. Od 2012 prowadzi własną firmę public relations.
Publikował m.in. w miesięczniku „Press”, miesięczniku „Więź”, "Gazecie Wyborczej"; pod pseudonimem Burski pisał artykuły podróżnicze dla miesięcznika „Voyage” i „Harper's Bazaar”. Dla miesięcznika „Zwierciadło” przeprowadzał wywiady z ludźmi kultury i sztuki.
Stypendysta miasta stołecznego Warszawy i Jan Michalski Foundation.

## Twórczość
- Szkło - powieść; 2013 (WAB)
- Made in Poland - wywiad rzeka – historia Stanisława Likiernika, żołnierza Kedywu AK, pierwowzoru literackiej postaci „Kolumba” z książki Kolumbowie. Rocznik 20 Romana Bratnego (współautor - M. Wójcik); 2014 (Wielka Litera) - Nagroda Historyczna "Polityki" 2015
- Lawirynt - powieść; 2014 (Noir sur Blanc)
- Ptaki drapieżne - opowieść historyczna o oddziale Kontrwywiadu Armii Krajowej 993/W (będąca w części zapisem rozmowy z Lucjanem Wiśniewskim – żołnierzem oddziału, wykonawcą wyroków podziemnych sądów; współautor - M. Wójcik); 2016 (ZNAK) - nominacja do Nagrody im. Jana Długosza
- Sen Kolumba - reportaż literacki o Krzysztofie Sobieszczańskim (drugim z pierwowzorów "Kolumba"); 2018 (WAB) - nominacja do Nagrody „Nike” 2019
- Wojna nadejdzie jutro - wywiad rzeka - historia Stanisława Aronsona (współautor - M. Wójcik); 2019 (ZNAK) - nominacja do Nagrody im. Teresy Torańskiej
- Studnie Norymbergi - powieść oparta na faktach - historia żydowskich bojowników z Wilna, skupionych wokół Abby Kovnera; 2021 (Wielka Litera)
- Bratny. Hamlet rozstrzelany - biografia Romana Mularczyka - Bratnego, autora min. powieści Kolumbowie. Rocznik 20; 2024 (Czarne)

## Wyróżnienia
- Nagrody Historyczne „Polityki” 2015[4]
- nominacja do Nagrody im. Jana Długosza 2017[5]
- nominacja do Nagrody Literackiej Nike 2019 za literacki reportaż biograficzny Sen Kolumba[6]
- nominacja do Nagrody im. Teresy Torańskiej 2019[7]
- Finalista Górnośląskiej Nagrody Literackiej „Juliusz” za „Bratny. Hamlet rozstrzelany” (Wydawnictwo Czarne)[8]